# Episodi di Kommissar Freytag (terza stagione)
La terza stagione della serie televisiva Kommissar Freytag è stata trasmessa in anteprima in Germania tra il 5 novembre 1965 e il 20 maggio 1966.
| nº | Titolo originale          | Titolo italiano | Prima TV Germania | Prima TV Italia |
| -- | ------------------------- | --------------- | ----------------- | --------------- |
| 1  | Tod auf Rentenbasis       | inedito         | 5 novembre 1965   | inedito         |
| 2  | Einkauf nach Mitternacht  | inedito         | 19 novembre 1965  | inedito         |
| 3  | Frau Tanners Testament    | inedito         | 3 dicembre 1965   | inedito         |
| 4  | Schliessfach 1026         | inedito         | 17 dicembre 1965  | inedito         |
| 5  | Rendezvous am Rabenkopf   | inedito         | 7 gennaio 1966    | inedito         |
| 6  | Fahrerwechsel             | inedito         | 21 gennaio 1966   | inedito         |
| 7  | Hundertstel Blende Acht   | inedito         | 4 febbraio 1966   | inedito         |
| 8  | Silberknauf mit Elfenbein | inedito         | 18 febbraio 1966  | inedito         |
| 9  | Schmutzige Dollars        | inedito         | 4 marzo 1966      | inedito         |
| 10 | Sieben Tropfen Wermut     | inedito         | 18 marzo 1966     | inedito         |
| 11 | 1:0 für Frankfurt         | inedito         | 15 aprile 1966    | inedito         |
| 12 | Zampo der Gerechte        | inedito         | 29 aprile 1966    | inedito         |
| 13 | Blüten aus Las Vegas      | inedito         | 20 maggio 1966    | inedito         |